# Eariodes variomacula
Eariodes variomacula es una especie de polilla de la familia Geometridae. La especie fue descrita por primera vez por William Warren habiendo sido descrita en 1897, con distribución en Brasil.

## Descripción
Es una polilla pequeña con una envergadura de 22 a 26 milímetros (0,9 a 1 plg). Las alas anteriores son verde brillante con una mancha amarilla y bordes rojos en la línea externa que abraza las venas 3 y 4. Alas posteriores de color verde muy pálido. La parte inferior de las alas es verde pálido, con la costa de las alas anteriores amarillenta. Los palpos y antenas son color ocre. Las patas delanteras son marrones, la cara blanquecina. El tórax es verde, mientras que el abdomen es de color verde blanquecino sedoso.